# 波苏埃洛
波苏埃洛，是西班牙卡斯蒂利亚-拉曼恰自治区阿尔瓦塞特省的一个市镇。总面积134km²，总人口657人（2001年），人口密度5人/km²。